# La Bustarga
La Bustarga es una localidad del municipio leonés de Vega de Espinareda, en la Comunidad Autónoma de Castilla y León. 

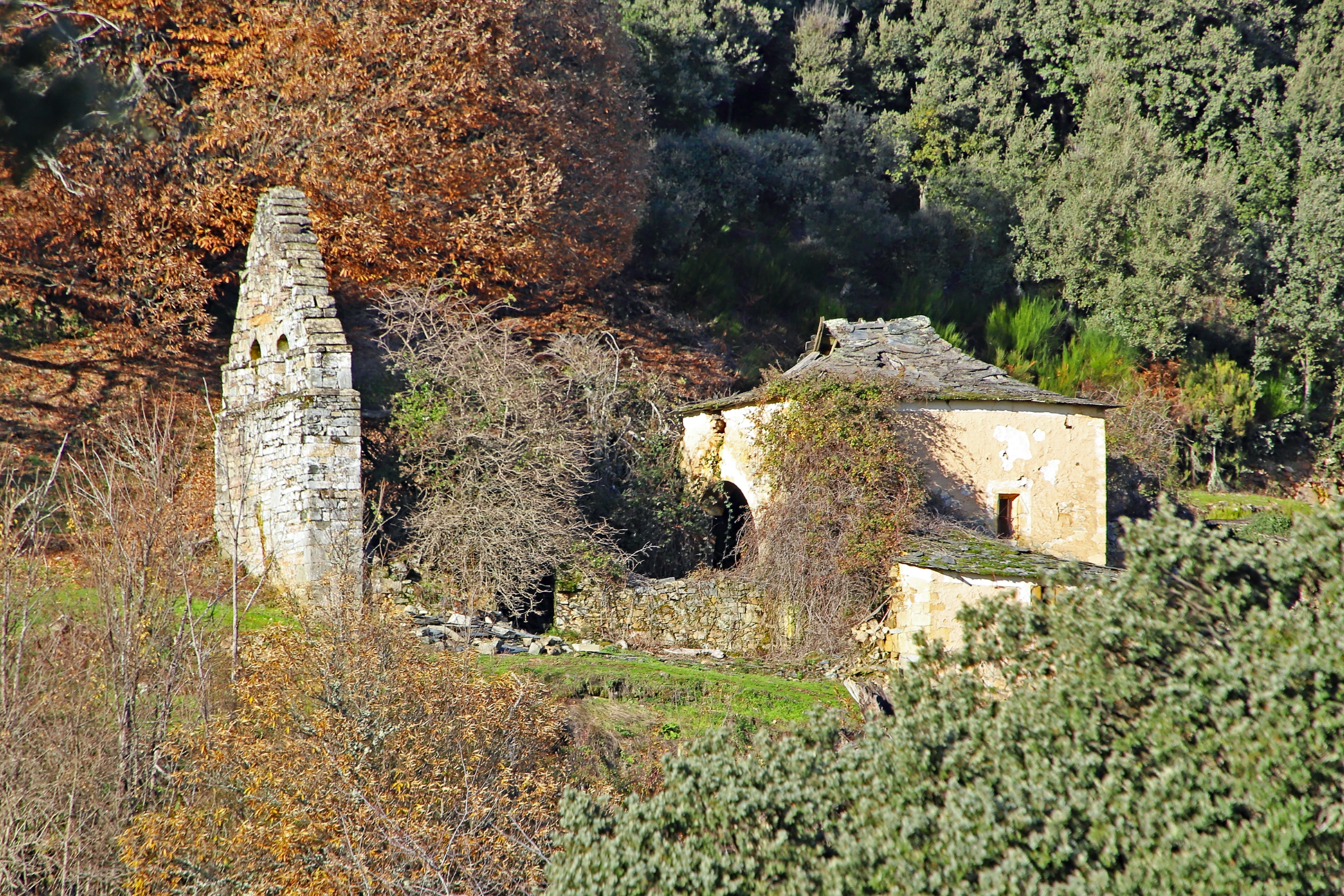
Iglesia de Santa Ana

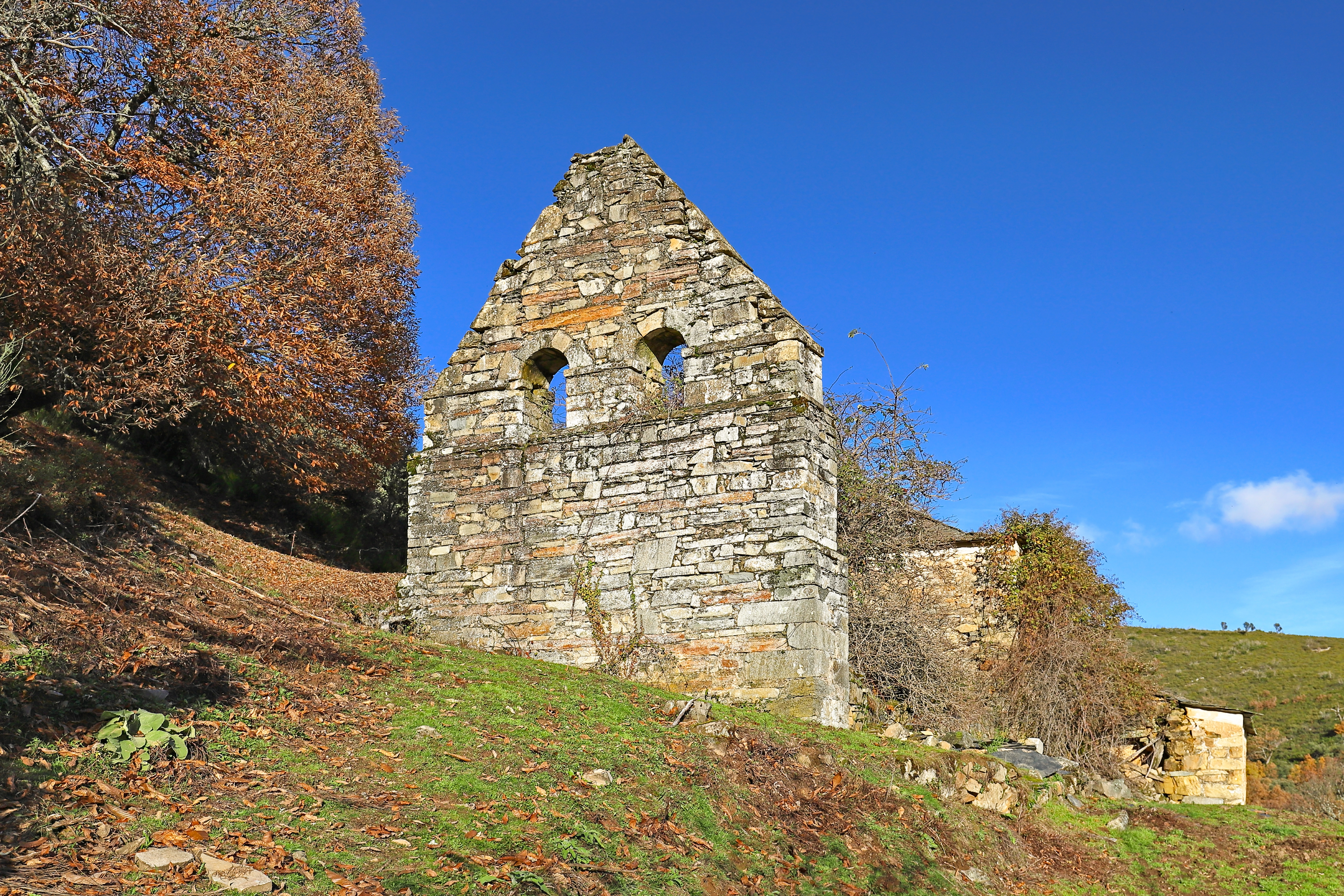
Portada de la Iglesia de Santa Ana

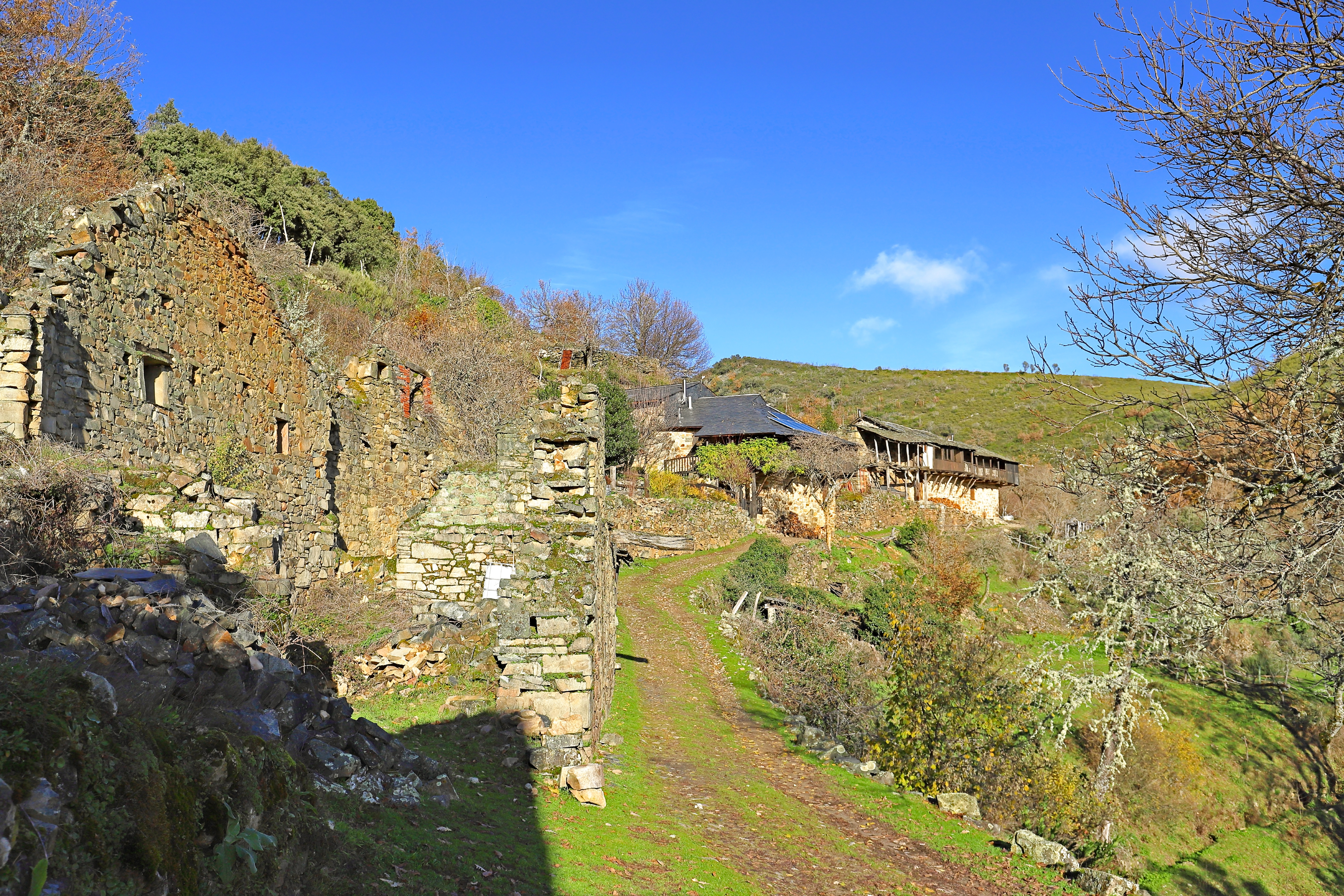
Barrio abandonado

## Localidades limítrofes
Confina con las siguientes localidades:
- Al norte con Villarbón.
- Al este con Villar de Otero.
- Al sur con San Martín de Moreda.
- Al oeste con Penoselo.

## Demografía
Evolución de la población
| Gráfica de evolución demográfica de La Bustarga entre 2000 y 2020  |
|                                                                    |
| Población de derecho (2000-2020) según el padrón municipal del INE |

## Historia
Así se describe a La Bustarga en el tomo IV del Diccionario geográfico-estadístico-histórico de España y sus posesiones de Ultramar, obra impulsada por Pascual Madoz a mediados del siglo XIX:

Lugar en la provincia de León (19 leguas), partido judicial de Villafranca del Bierzo (3 ½), diócesis de Astorga (12), audiencia territorial y capitanía general de Valladolid (37), ayuntamiento de Burbia, cuyas reuniones son en valle de Finolledo; Situado sobre la unión de dos regueros, producto de los montes que le cercan por todos lados, excepto por el del S, de donde le baten más comúnmente los vientos, siendo por lo tanto su clima bastante templado, y no padeciéndose otras enfermedades que fiebres gástricas y pulmonías. Tiene sobre 10 casas; una iglesia, que es anejo de la de Valle de Finolledo, bajo la advocación de Santa Ana; y una fuente de muy buenas aguas, que aprovechan los vecinos para su consumo doméstico. Confina N Villarbona; E río Caudal; S San Martín, y O este mismo y Penoselo. El terreno es montuoso y de mediana calidad. Pasa por él el río llamado de Ancares, que naciendo en los puertos que dominan el valle de este nombre, corre de N a S hasta unirse al Cúa, donde pierde su denominación. Por la parte del E se eleva un monte llamado Pastor, que ha tenido hermosas y abundantes maderas de construcción, conservando aún algunas. Además de los caminos locales cruza la población el que desde Ancares baja a Villafranca del Vierzo, que sin embargo de ser carretero es bastante penoso por las muchas cuestas que en él se encuentran; recibe la correspondencia de Vega de Espinareda. Producciones: trigo, patatas, castañas, lino, alguna hortaliza y yerbas de pasto; cría ganado vacuno, lanar y cabrío; caza de perdices y animales dañinos, y pesca de truchas. La industria y comercio se reduce a dos molinos harineros suficientes para el consumo del pueblo, y a la venta de bellota en los años en que la cosecha lo permite, que compran los ancareses y demás pueblos limítrofes para la manutención del ganado de cerda. Población: 10 vecinos, 48 almas. Contribución: con el ayuntamiento.
Diccionario geográfico-estadístico-histórico de España y sus posesiones de Ultramar